# Scinax x-signatus
Espèce
Synonymes
- Hyla x-signata Spix, 1824
- Hyla affinis Spix, 1824
- Hyla coerulea Spix, 1824

Statut de conservation UICN

 LC  : Préoccupation mineure
Scinax x-signatus est une espèce d'amphibiens de la famille des Hylidae.

## Répartition
Cette espèce se rencontre au Brésil, en Colombie, au Guyana, au Suriname et au Venezuela.

## Publication originale
- Spix, 1824 : Animalia nova sive species novae testudinum et ranarum, quas in itinere per Brasiliam annis 1817-1820 (texte intégral).